# Moguer
Moguer – miasto w Hiszpanii, w prowincji Huelva, we wspólnocie autonomicznej Andaluzja.

## Zabytki

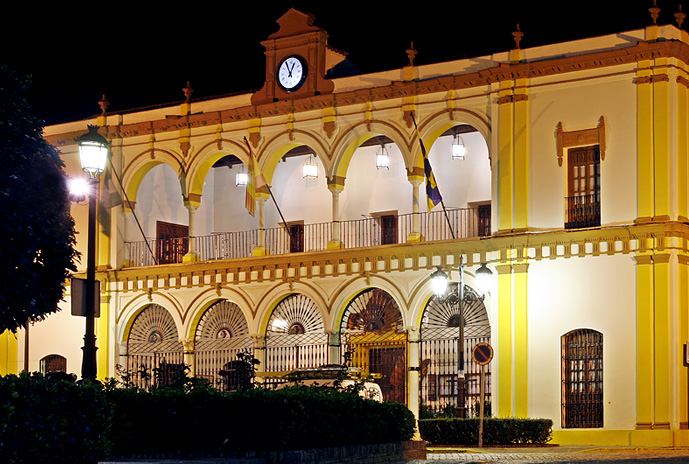
Ratusz

- kościół Nuestra Señora de Montemayor z XVI wieku
- neoklasycystyczny ratusz
- klasztor św. Franciszka (hiszp.) Monasterio de San Francisco – zwracają uwagę krużganki i kościół z białą wieżą i barokowymi portalami
- XIV wieczny klasztor św. Klary (hiszp. Convento de Santa Clara) – wewnątrz zachowało się kilka dziedzińców zdobionych w stylu mudejar

## Znani ludzie
- Juan Ramón Jiménez, poeta hiszpański, laureat Nagrody Nobla w dziedzinie literatury za rok 1956.

## Współpraca
- Malgrat de Mar, Hiszpania
- Telde, Hiszpania